# Estānest
Estānest (persiska: استانست, Istānist) är en ort i Iran.   Den ligger i provinsen Khorasan, i den östra delen av landet, 800 km öster om huvudstaden Teheran. Estānest ligger 2 118 meter över havet och antalet invånare är 101.
Terrängen runt Estānest är kuperad. Runt Estānest är det glesbefolkat, med 12 invånare per kvadratkilometer. Närmaste större samhälle är Fanūd, 3,9 km sydost om Estānest. Trakten runt Estānest är ofruktbar med lite eller ingen växtlighet.